# Iris 80
L'ordinateur Iris 80 est l'ordinateur le plus puissant réalisé par la Compagnie internationale pour l'informatique (CII), commercialisé en série à partir de 1972 avec des adressages revus pour opérer en multi-processeur, une pagination à mémoire associative et l'OS Siris 8, doté de la fonction réseau Transiris, en vue du réseau cyclades.
Conçu pour le marché civil et scientifique (il a eu sa version militaire), plus particulièrement pour le multitraitement, il a comme l'Iris 50 pris la suite du CII 10070 (SDS Sigma 7) dans une politique de compatibilité ascendante, mais en étant profondément transformé en cours de développement, pour monter en capacités. Dès l'hiver 1969-1970, l'Iris 50 ne se vend plus en France, tous les clients attendant le 80.
Parmi la centaine d'exemplaires vendus, dont 27 bi-processeurs, ceux de 4 des 20 centres de calcul universitaires des années 1970. Parmi les autres clients publics, la Communauté européenne pour le logiciel Mistral, leader mondial de la recherche documentaire, l'I(N)RIA, le Laboratoire central des ponts et chaussées et d'autres organismes de recherche. Il est conçu pour fonctionner en réseau, via la fonction Transiris, avec le mini-ordinateur de la CII, le Mitra 15. Le CS 40 est un dérivé pour la commutation téléphonique, dont la conception est imposée en septembre 1972 par le CNET, avec sa propre organisation.
Dès mars 1973, onze mois après sa sortie, dix Iris 80 étaient installés et 13 en cours tandis que 266 Mitra 15 étaient en commande pour s'ajouter aux 67 installés.
Le successeur est le X5, à la puissance deux fois et demie supérieure, prévu pour début 1977 et vitrine de « la gamme X », six ordinateurs communs à Siemens, CII et Philips, unis dans Unidata, « Airbus de l'informatique ». Mais au décès du président Pompidou le 2 avril 1974, sous la pression d'Ambroise Roux, patron de la CGE, le nouveau président Valéry Giscard d'Estaing saborde Unidata et fusionne la CII avec Honeywell, réticent au X5. Le 1er juillet 1977, Le Monde révèle que les dizaines de techniciens le finalisant aux Clayes-sous-Bois doivent cesser, infirmant les déclarations publiques de leur PDG dix jours avant.

## Un ordinateur scientifique, de gestion et de process-control
L'Iris 80 est « principalement dédié au calcul scientifique » et utilise la « technologie la plus avancée de l’époque », les « circuits intégrés au silicium », une mémoire mémoire extensible à 4 millions d'octets, et une « architecture modulaire » qui « autorise toutes les combinaisons simultanées de travaux (multiprogrammation et temps partagé) », mais « aussi adapté à la gestion et à des applications temps réel ».

## Calendrier de sortie

### Projet Esope en 1968
Henri Boucher lance le projet ESOPE en recrutant deux ingénieurs de la Marine, Sacha Krakowiak en mai 1968, puis Claude Kaiser en 1969, à mi-temps, rejoints ensuite par d'autres ingénieurs de la Marine nationale, mais ESOPE subira des départs début 1972, la CII et l'IRIA lui ayant préféré le concurrent SAM.

### Sicob de septembre 1969
Le 7 mai 1968, Jacques Maillet (Président-directeur général de la CII) annonce qu'une date de sortie sera annoncée au cours de 1969. Un mois et demi après (le 26 juin 1968), le directeur général, Bernard Dorleac, révèle que ce calculateur sera tourné particulièrement vers les applications scientifiques, avec de la puissance, surtout en version multiprocesseur. La CII annonce effectivement au Sicob de septembre 1969 la sortie, en 1971, d'un « ordinateur puissant l'Iris 80 », dont la réalisation était prévue par le Plan calcul, et qui sera « le plus puissant jamais construit en France ». Il précise que la partie logicielle, sous la direction des équipes de Claude Boulle, arrivera après la partie matérielle.
Pour la CII, ce mois de septembre 1969 est marqué aussi par la participation d'un de ses jeunes ingénieurs Gérard Deloche, au Network Working Group de l'Arpanet, grâce à une bourse de recherche du CRI (Comité de recherche en informatique), à l'université de Californie à Los Angeles (UCLA), où le premier lien d'hôte à Interface Message Processor fut installé le 2 septembre 1969, un mois avant que le Stanford Research Institute répète cette première étape. Le 9 mai 1969, il avait symboliquement signé la Requests for comments numéro 9 , lançant une discussion qui aboutira à la création du protocole NCP. Michel Elie, son successeur à la bourse du CRI a ensuite assisté le 29 octobre 1969 à la première liaison Arpanet, dans la salle de calcul de l'UCLA, avec Leonard Kleinrock, aussi entouré d'étudiants-chercheurs et d'un ingénieur de Bolt, Beranek and Newman, sur l’ordinateur Sima 7, à lOS duquel avait contribué Jean Ichbiah.

### Transiris dévoilé lors de la visite de septembre 1969
Une semaine après le Sicob 1969, la presse visite l'usine des Clayes-sous-Bois où le matériel de l'Iris 80 est présenté, en précisant qu'il sera disponible « dès le printemps 1971 » en monoprocesseur et fin 1971 ou début 1972 en multiprocesseur, l'option la plus novatrice, qui intéresse le plus.
En octobre, la DGI révèle que les perspectives d'utilisation de l'Iris 80 sont désormais « orientées d'abord vers le calcul scientifique », les clients semblant préférer les développements en cours, tournés vers la puissance partagée et souligne que le marché prévu est « extrêmement faible » pour le prédécesseur, l'Iris 50. Le calendrier s'était en effet accéléré en cours d'année 1969, car l'Iris 50, avait été présenté au SICOB de l'année précédente, en septembre 1968, livré à un client français fin 1969, puis en Roumanie début 1970. La Roumanie en commandera huit de plus les mois suivants, en achetant au passage la licence d'exploitation de l'Iris 50.
En octobre 1969, la DGI mentionne aussi le « succès encourageant de l'Iris 10 » jusque-là connu sous l'appellation 10010, et ancêtre du Mitra 15, dont les clients savent désormais qu'il pourra communiquer avec le futur Iris 80 : lors de la visite de la presse le 23 septembre 1969 à l'usine des Clayes-sous-Bois, elle a annoncé la mise sur le marché du logiciel Transiris, permettant de transmettre et router, en réseau ouvert, des volumes de données énormes pour l'époque. Transiris est conçu dès le départ comme un « sous-système de transmission », installé au cœur de Siris 7 puis Siris 8, le système d’exploitation d'Iris 80, et en symbiose avec lui. Transiris a la particularité d'autoriser une exploitation tridimensionnelle des données: par lots local ou à distance, et temps partagé.
Relié à l'Iris 80 par des lignes téléphoniques, d'autres ordinateurs moins puissants peuvent ainsi profiter de sa puissance et la CII développe donc l'ordinateur Iris 80 en même temps que le mini ordinateur Mitra 15, car Transiris permet de maximiser la puissance d'un groupe ordinateurs, le terme de grappe de serveurs n'étant pas encore utilisé. Ce choix technologique intéresse deux ans plus tard les chercheurs de l'IRIA, qui développent Cyclades (réseau) à Rocquencourt, à quelques centaines de mètres du centre de recherches de la Compagnie internationale pour l'informatique , à Louveciennes.
Résultat, dès janvier 1970, la DGI informe que la gamme Iris bénéficie désormais d'un « accueil très favorable sur le plan commercial » en ayant passé l'étape d'un « bon aboutissement des études de hardware », compte tenu du « niveau élevé de complexité du système, très au-delà des réalisations précédentes » de la CII, avec un Iris 80 désormais « au niveau des IBM 360.75 et 85 », mais « avec une souplesse d'emploi plus grande » qui désormais en fait « le calculateur européen le plus moderne et le plus performant ». Revers de la médaille de cette nouvelle configuration, « le projet a maintenant a 8 mois de retard, en moyenne, actuellement ». La partie hardware inclut les composants électroniques, qui sont à la fois en pleine évolution et en pénurie mondiale. En cours d'année, le système d'exploitation précédent, Siris 7, prédécésseur de Siris 8, est vendu à une firme américaine.

### Septembre 1972: versions militaires et PTT
Les versions militaires de la gamme Iris, avec la lettre M, doivent prendre la succession des fournitures précédentes des sociétés ayant fusionné dans la CII, les militaires appréciant surtout la puissance de calcul pour simuler les matériels de guerre. Le 13 septembre 1972 elle comprend déjà IRIS 55 M et IRIS 35 M, quand le PDG annonce à soixantaine de journalistes qu'est ajouté au catalogue un nouveau produit, IRIS 15 M, mais aussi un « système dérivé d’IRIS 80 », pour « un matériel spécialisé » concrétisant « l'entrée de la CII dans le domaine de la commutation téléphonique » avec la société CITEREL, filiale de la CGE, en liaison avec le CNET. « CGE construira des autocommutateurs autour d’IRIS 80 », souligne  Électronique Actualités 22 septembre 1972.
Dans son inventaire publié en 2011 sur le site de l'association Aconit, Henri Boucher, ingénieur général de l'armement, membre du service Technique des constructions navales pour la Marine nationale, qui l'a détaché en 1967 comme directeur d'études à l'IRIA, évoque l'Iris 50, qu'il connu à l'IRIA avant son départ en 1971, l'Iris 80 n'arrivant qu'après.

### Livraison début 1972
Le projet de septembre 1969 de livrer l'Iris 80 en 1971 est manqué de deux mois: la première livraison en version monoprocesseur a eu lieu en février 1972 et celle de la version biprocesseur, plus chronophage, pour le Commissariat à l'énergie atomique (CEA) en septembre 1972, soit un retard final d'environ 8 mois qui correspond à ce qui avait été annoncé dès janvier 1970 après la prise en compte à l'automne 1969 de la préférence des clients pour les innovations haut de gamme découvertes à l'automne.
Peu avant la sortie définitive de l'OS d'Iris 80, en novembre 1971, Louis Pouzin reçoit un appel de François Sallé, directeur scientifique de la CII, qui l'informe qu'il sera appelé par la DGI le mois suivant pour lui proposer de lancer en janvier 1972 le réseau Cyclades, qui utilisera l'Iris 80 et le Mitra 15 en les combiant, et qu'il a appelé dans un premier temps « Mitranet »,.
En attendant, au Sicob de septembre 1971, la CII sort une version intermédiaire, son quatrième ordinateur du plan calcul, l'Iris 60, deux fois plus puissant que l'Iris 50, un mois après « la deuxième convention » du plan Calcul, qui ne l'engage plus sur un « échéancier précis » de sorties d'ordinateurs, mais « sur une croissance de 23 % en moyenne par an du chiffre d'affaires au cours des cinq années qui viennent », la CII faisant valoir qu'elle a été de 60 %, en 1970, et 75 %, en 1971, grâce aux entreprises privées (70 % des commandes de petits ordinateurs vendus par la VII et 45 % des moyens, même si c'est seulement 35 % des gros ordinateurs. Un seul modèle fut installé au service des Communautés Européennes, dans les locaux de la société de service, rue de Stalle, à Bruxelles, en 1974. Un autre fut acheté par l'Académie des Sciences de l'URSS.

### Rôle dans les réseaux d'ordinateurs
L'Iris 80 a été conçu pour jouer un rôle dans les réseaux d'ordinateurs et ce sera le cas avec le réseau Cyclades lancé au début de l'année 1972, juste au moment de la sortie en mode complet de l'Iris 80, qui sera ensuite complétée par celle d'une autre version en multiprocesseurs.
Le monde des réseaux compte à partir de 1972 sur une offre où ce concertent trois réseaux en datagramme, américain, anglais et français. Les méthodes utilisées par chacun de ces trois réseaux et les progrès effectués pour éviter la congestion causée par des lignes télécoms peu développées, ont été analysés en 1979 dans un ouvrage collectif du CNET, montrant que Cyclades, lancé en 1972 avec des Mitra 15, fonctionne mieux que le réseau du NPL, qui lui-même fonctionne mieux qu'Arpanet, lancé comme lui en 1969 avec le même ordinateur Honeywell, et un budget moins élevé que Cyclades. En 1971, la demande de données à transmettre est aussi globalement plus forte. Le Plan Calcul l'a stimulée en proposant d'interconnecter de nombreuses bases de données de différents ministères.
Le chercheur Donald Davies  a travaillé un moment sur un simulateur de trafic au NPL, où la  prévention du contrôle de congestion a été « abondamment étudiée », mais pas forcément plus tôt qu'ailleurs. Dans le réseau du NPL, elle « consiste à limiter globalement le nombre de paquets dans le réseau » via un « droit pour un nœud d'accepter un paquet d'un client » matérialisé par « un crédit » ajouté à un nœud, à chaque fois qu'il délivre un paquet à un client, ce qui lui permet de « conserver quelques crédits en réserve », ceux qu'il perd étant « passés aux voisins ».
Dans le réseau arpanet au contraire, la prévention du contrôle de congestion est conçue de manière basique, comme une simple limitation « pour chaque client pris individuellement » du « nombre de paquets en transit dans le réseau », les nœud n'acceptant pas de paquets au-delà de la limite fixée, technique qui « ne donne de résultat que pour un réseau peu chargé » inconvénient qui s'ajoute à celui de « surcharger le réseau avec les accusés de livraison » revenant vers la zone émettrice, technique propre à Arpanet, qui n'a pas encore une confiance totale dans le Datagramme et programme ses noeuds pour le mixer avec une commutation de circuits. Plus pensée pour un fonctionnement en datagramme, avec éventuellement plus de données, la technique du réseau du NPL « présente par rapport au réseau Arpanet l'avantage de diminuer le trafic de contrôle (crédits) lorsque le trafic utile augmente » mais elle a pour « faiblesse » un « manque de sélectivité ». Même si elle se base sur un « contrôle distribué sur l'ensemble des commutateurs du réseau », elle est exposée en cas de « panne de commutateur », au « problème du contrôle du nombre total de crédits ».
Dans le réseau Cyclades, outre l'absence de « surcharge » du réseau « par un important trafic de contrôle comme dans Arpanet », la prévention du contrôle de congestion est plus exigeante que dans le réseau du NPL, et en mode pur datagramme : elle « consiste à contrôler sélectivement par destination le débit de chaque émetteur », et ceci « en fonction de la charge du chemin sur lequel les paquets vont être acheminés depuis l'émetteur jusqu'au destinataire », ce qui nécessite une plus grande puissance de routage, annonciatrice des futurs gigarouteurs introduits dans les années 1990 par Cisco et Juniper Netorks.
Dans cette logique, « la valeur du paramètre de charge du chemin est déterminée et propagée en même temps que les informations concernant l'adaptation des chemins ». Plusieurs avantages de cette technique ont été mis en avant : ils « résident dans sa sélectivité » et dans le fait qu'elle « autorise un partage de la charge entre plusieurs paires de correspondants ». Ce principe sera affiné par celui de la fenêtre glissante, qui se base sur cette plus grande puissance de routage pour moduler la quantité de données circulant au moment. La fenêtre glissante est présenté dans un article de début 1973 par les équipes de Cyclades, dont un ingénieur, Gérard Le Lann, va ensuite faire une tournée des sites Arpanet au printemps 1972. Elle est l'une des bases du protocole TCP-IP défini l'année suivante dans une publication fondatrice de Vinton Cerf et Robert Kahn.
Après 1974, le réseau Cyclades « voit son budget fondre à mesure qu'il est progressivement enterré », ce qui « n'est pas pour déplaire » aux PTT et à la CGE, un des actionnaires de la CII qui s'intéresse plus au marché protégé des équipements pour le réseau des PTT.

### Affaire du fichier Safari en 1974
Lorsque le président de la République française Georges Pompidou tombe malade au début de l'année 1974 puis décède le 2 avril 1974, le Plan Calcul est fragilisé et deux semaines avant son décès Jacques Chirac fait fuiter dans Le Monde qu'un Iris 80, loué par le ministère de l'Intérieur sert à ficher les citoyens à leur insu. Titré « Safari ou la chasse aux Français », l'article explique qu'en « ordre dispersé, les départements ministériels tentent de développer à leur profit, à leur seul usage, l'informatique » et révèle qu'un an plus tôt le procureur général Adolphe Touffait avait décrit devant l'Académie des sciences morales et politiques une « dynamique du système qui tend à la centralisation des fichiers » et « risque de porter gravement atteinte aux libertés ». Les fichiers du cadastre, des impôts et « plus grave peut-être », du ministère du Travail pourraient lui être croisés, spécule l'article, sans source identifiée.

### Accident des climatiseurs en 1976
L’Iris 80 du centre de calcul de l'IRIA fut au centre du réseau Cyclades, en interconnectant les universités de Rennes, Toulouse et Grenoble à la documentation universitaire de Rome, tout en étant correspondant français du réseau européen COST-11 appelé aussi projet E.I.N. (European Informatics Network), de la Communauté économique européenne, regroupant 9 pays européens , avec Michel Gien, chaque chaque ordinateur étant relié à un autre via « deux voies différentes, pour garantir la permanence du service ». A l’été 1976, en voyage d’étude pour Cyclades aux États-Unis, Bernard Nivelet, son responsable, est rappelé en catastrophe car un « grave accident de climatisation » a stoppé pour 6 mois la révision, les dépôts salins des gaines des climatiseurs de la salle des machines ayant provoqué un nuage de poussières. Pendant six mois, un autre Iris 80, celui de la CII à Louveciennes, a pris le relais grâce aux câbles téléphoniques passant sous l'A12, plus vieille autoroute française, tracée en 1950. Les câbles reliaient Rocquencourt à Louveciennes, via un passage constituant l’un « des nombreux restes de la période Otan » durant laquelle les deux parties du site militaire ne formaient qu’un un kilomètre avant le Triangle de Rocquencourt.

### L'ordinateur X5, successeur de l'IRIS 80
La finalisation de l'ordinateur X5, successeur de l'Iris 80, à la puissance deux fois et demie supérieure, comparable à celle des plus gros ordinateurs, préparés par IBM et d'Honeywell, est prévue pour début 1977. C'est la vitrine de « la gamme X », six ordinateurs communs à Siemens, CII et Philips, unis dans Unidata, « Airbus de l'informatique », où la CII est chargée de deux des trois plus puissants. Mais au décès du président Pompidou le 2 avril 1974, sous la pression d'Ambroise Roux, patron de la CGE, le nouveau président Valéry Giscard d'Estaing saborde Unidata. En mai 1975, malgré les protestations, il maintient ce choix et fusionne avec CII avec Honeywell-Bull. Ce choix contesté n'empêche pas de poursuivre le X5, réclamé par les clients: la production d'une « centaine d'exemplaires » est décidée fin 1975. Mais le groupe américain « ne voit pas d'un très bon œil la mise au catalogue » de cet X5, « aux performances supérieures à celles des plus grands ordinateurs » de la série 66 en cours de préparation par Honeywell, à partir du printemps 1976. Ainsi, X5 est rebaptisée Y4-Y5, avec « une puissance légèrement inférieure à celle prévue pour les premiers X5 », pour « 100 à 120 machines de ce type », cette fois produites à Angers, l'usine historique du groupe Bull. En réalité, la CIIHB cultive « flou » et « ambiguïté » pendant « plusieurs mois », parlant de Y4-Y5 comme d'un simple nom de code, pour promettre en novembre 1976 « une voie d'évolution, comme l'a toujours promis » CII, au « Cercle des utilisateurs », qui de fait accompagne la finalisation du X5 aux Clayes, et dont le vice-président et la revue questionnent, dans son numéro d'avril 1977, le PDG Jean-Pierre Brulé. Un débat est organisé le 1er juin 1977 à France-Culture, où il assure n'avoir « pas du tout abandonné X4-X5 » mais l'avoir simplement « réorienté ». Nouveau coup de théâtre, dès le 30 juin 1977: l'ex-CII abandonne aux firmes américaines la construction des grands ordinateurs: Le Monde révèle qu'aux Clayes les prototypes des ordinateurs X4 et X5 viennent d'être démontés, annonçant « la seconde mort de la CII » alors que des « dizaines de techniciens », depuis février, y « travaillaient à pleine capacité ».

## Matériels

### Systèmes centraux
L'unité centrale était dérivée de celle du CII 10070 (unité arithmétique et logique constituée de cartes à circuits DTL, mots de 32 bits, jeu d'instructions en grande partie identique), mais les adressages ont été revus pour le fonctionnement en multi-processeur. La pagination utilisait une mémoire associative. La mémoire centrale pouvait atteindre 4 mégaoctets. Les calculs étaient d'une grande précision, notamment en 64 bits, assurant la convergence de programmes divergents sur d'autres machines.

### Périphériques
Les disques magnétiques ont vu leur capacité augmenter depuis les MD 25 (25 mégaoctets) jusqu'au MD 200 (200 mégaoctets) en 1974.
Des Mitra 15 étaient utilisés comme contrôleurs.

## Logiciels

### Systèmes d'exploitation

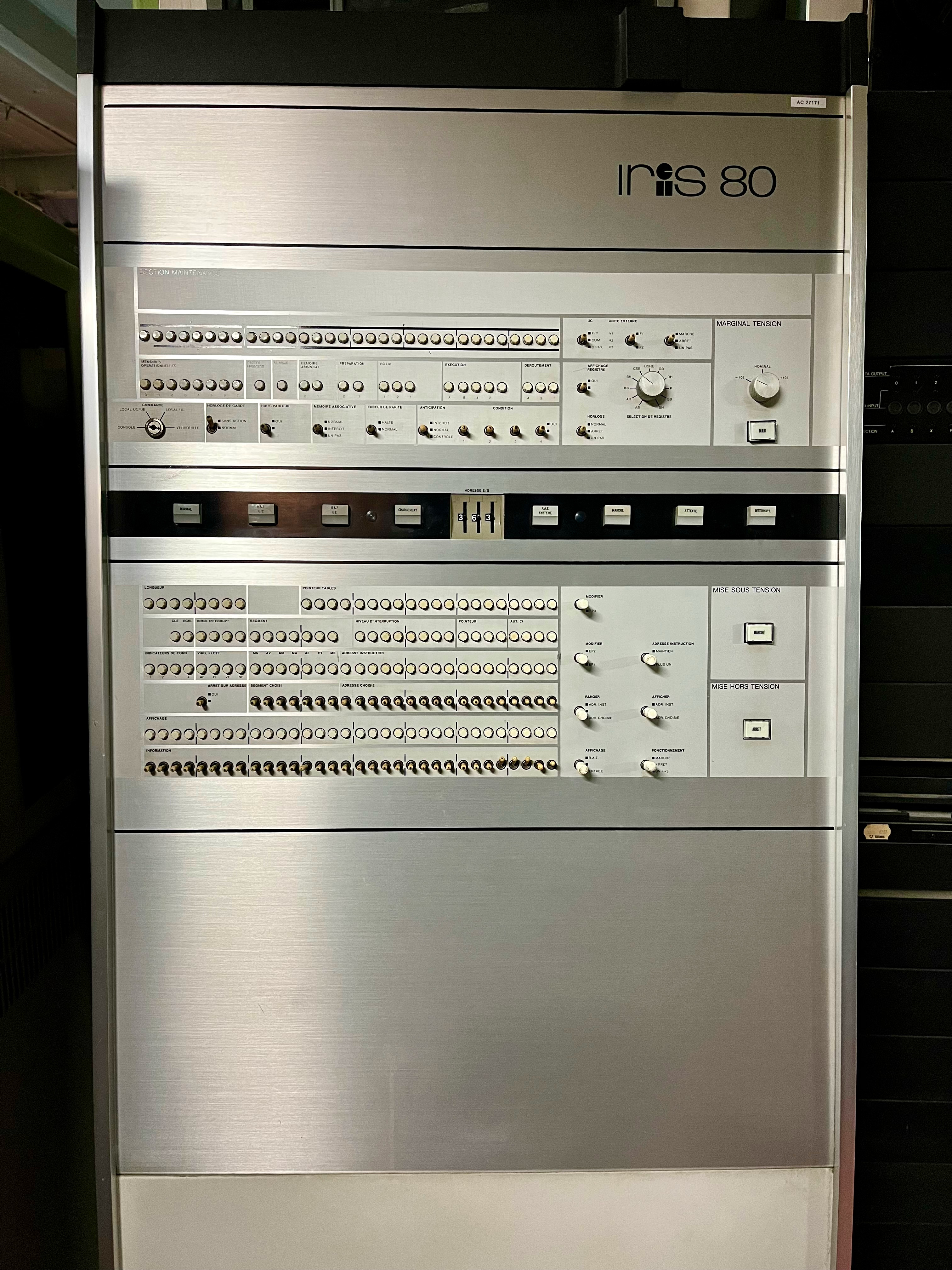
Panneau de commande ACONIT pour l'IRIS 80.

Le système d'exploitation de l'Iris 80 était un système d'exploitation multitâches dit Siris 8, réécriture de Siris 7, destiné à tirer parti des nouveaux modes d'adressage. Cette réécriture fut menée par Jean Ichbiah, et permit notamment de faire fonctionner un Iris 80 tri-processeur à Evry.
Siris 8 pouvait traiter un mix varié, acceptant la coexistence du traitement par lots (local et en télé-traitement) et du temps partagé. Il fut le premier à inclure un important logiciel de routage pour le transport des données vers d'autres ordinateurs, Transiris, dans une logique de réseau et de partage des données, adaptée à la clientèle d'universités, de centres de recherches et d'administrations de l'Iris 80. Le réseau Cyclades fut notamment en démonstration au SICOB 1975, avec utilisation à La Défense d'applications tournant à l'INRIA (Rocquencourt), et sur divers sites régionaux.

### Langages
- Assembleur : Symbol,
- Générateur : Métasymbol (origine SDS)
- LP70, un langage à la PL360 (en)
- COBOL
- Fortran IV étendu,
- BASIC,
- Algol 60
- PL/I,
- Pascal
- Simula 67
- SNOBOL
- Plusieurs implémentations de Lisp (issues des universités de Toulouse, Grenoble, etc.) ont été diffusées dans la communauté universitaire
- LIS (en) (langage d'implémentation de systèmes, dérivé de MESA, Modula-2 et Simula, destiné à l'écriture de systèmes d'exploitation portables.

### Progiciels
- Système de recherche documentaire : Mistral,
- Système de gestion de base de données : Socrate.
- Modulef, bibliothèque modulaire de calcul par la méthode des éléments finis.
- Système transactionnel : STRATEGE (Système Temps Réel Appliqué à la TéléGestion)

#### Projet SFER
Une grande partie des logiciels ci-dessus a été développée ou complétée dans le cadre du projet SFER, Software Fondamentaux d'Enseignement et de Recherche.